# Гулевичи (Калинковичский район)
Гулевичи (бел. Гулевічы) — деревня в Сыродском сельсовете Калинковичского района Гомельской области Беларуси.

## География

### Расположение
В 5 км на юг от районного центра и железнодорожной станции Калинковичи (на линии Гомель — Лунинец), 128 км от Гомеля.

### Гидрография
На реке Закованка (приток реки Припять).

## Транспортная сеть
Транспортные связи по просёлочной, затем автомобильной дороге Гомель — Лунинец. Планировка состоит из прямолинейной улицы, ориентированной с юго-востока на северо-запад, с западного конца которой с севера присоединяется короткая улица. Застройка двусторонняя, редкая, деревянная усадебного типа.

## История
Рядом с западной окраиной деревни при раскопках обнаружено поселение, свидетельствующее о заселении этих мест с давних времён. По письменным источникам известна с XVI века как деревня в Мозырском повете Минского воеводства Великого княжества Литовского. В 1560 году обозначена в актах о разграничении, а в 1774 году в документах об уточнении границ между деревнями Гулевичи и Каленковичи. В 1778 году в Каленковичском церковном приходе.
После 2-го раздела Речи Посполитой (1793 год) в составе Российской империи. В 1850 году собственность казны, действовала церковь. В 1885 году открыта церковно-приходская школа, которая разместилась в наёмном крестьянском доме. Согласно переписи 1897 года действовал хлебозапасный магазин. В 1908 году в Автюкевичской волости Речицкого уезда Минской губернии.
С 21 августа 1925 года до 16 июля 1984 года центр Гулевичского сельсовета Калинковичского, с 27 сентября 1930 года Мозырского, с 3 июля 1937 года Калинковичского районов Мозырского (до 26 июля 1930 года и с 21 июня 1935 года по 20 февраля 1938 года) округа, с 20 февраля 1938 года Полесской, с 8 января 1954 года Гомельской областей.
В результате пожара, произошедшего в мае 1927 года, в деревне сгорели 16 дворов и здание школы. В 1929 году организован колхоз «Правда», работала кузница. В 1930-х годах начальная школа преобразована в 7-летнюю (в 1935 году 254 ученика). Во время Великой Отечественной войны в боях около деревни погибли 75 советских солдат и партизан (похоронены в братской могиле на кладбище). Освобождена 13 января 1944 года, в мае-июне 1944 года в деревне размещались жители из деревни Беседки (Петриковский район), которая находилась в прифронтовой полосе. 104 жителя погибли на фронте. В составе колхоза «Дружба» (центр — деревня Сырод), располагались 9-летняя школа, библиотека, фельдшерско-акушерский пункт, отделение связи.

## Население

### Численность
- 2004 год — 166 хозяйств, 369 жителей.

### Динамика
- 1795 год — 24 двора.
- 1850 год — 34 двора, 233 жителя.
- 1886 год — 310 жителей.
- 1897 год — 51 двор, 545 жителей (согласно переписи).
- 1908 год — 112 дворов, 754 жителя.
- 2004 год — 166 хозяйств, 369 жителей.